# Венецуелански рат за независност
Рат за независност Венецуеле био је борба за политичку и националну еманципацију Венецуеле између 1811. и 1823. године. Он је био део низа борби за независност у Латинској Америци познатог у историји као .
Након Наполеонове инвазије на Шпанију и нестанка власти шпанске монархије над колонијама креоли, који су били под утицајем идеја просветитељства и Француске револуције, су на конгресу прво протерали шпанског гувернера Весентеа Емпарана 19. априла 1810. да би 5. јула 1811. прогласили независност. Миранда је завео диктатуру. 
Убрзо након тога избио је грађански рат између присталица републике и ројалиста који су и даље желели заједницу са Шпанијом. Како су се провинције Коро, Валенсија и Гвајана побуниле ситуација је постајала све гора и гора за републиканце. Шпанска блокада, недостатак средстава и велики земљотрес довели су до пораза које су 1812. нанеле трупе под Монтевердеовом командом. Миранда се предао. Примирје је потписано јула 1812. 
Боливар и друге вође су наставили борбу у егзилу формирајући герилске јединице. Године 1813. након низа борби у Новој Гранади и имајући подршку гранадског конгреса упао је у Венецуелу и након низа борби ушао је у Каракас 6. августа 1813. Формирана је друга република.
Ројалисти под командом Хосеа Томаса Бовеса са ојачаном армијом Љанероса су одбациле патриоте у унутрашњост земље. Коначно Бовес је умарширао у Каракас и присилио је републиканце да се повуку на исток земље што је означило крај друге републике.
Патриоте су поново потиснуте и рат је поново попримио локални карактер. Патриоте су извеле напад на источну Венецуелу који је претрпео неуспех. Потом је Боливар покушао да уједини своје са снагама Мануела Пиара али размимоилажења међу њима спречила су формирање јединственог републиканског фронта. Боливар одлази у Љанерос где се придружује снагама Хосеа Антониа Паеза али неуспех њиховог напада на централну Венецуелу присиљава их да се повуку у Апуру. Шпанци под командом Пабла Мориља изводе успешан противнапад али су поражени код Лас Кверсаса дел Медиа. 
Боливар је извршио инвазију на Нову Гранаду и извојевао значајну победу код Бојаче након које су се ујединиле Нова Гранада и Венецуеле формирајући Републику Велику Колумбију. 
Године 1821. патриоте су извојевале одлучујућу победу у бици код Карабоба након које су у шпанским рукама остали само градови Кумана, који је убрзо пао, и Пуерто Кабељо који је био под опсадом две године и коначно се предао октобра 1823. године. 
Шпанија је 1823. послала флоту да поврати територију али је она поражена у бици на језеру Маракаибо. Рат за независност је завршен у Венецуели и у наредном периоду Боливарова Велика Колумбија је наставила са ослобађањима на југу. 